# Sietas Typ 1
Der Typ 1 ist ein Küstenmotorschiffstyp der Sietas-Werft in Hamburg-Neuenfelde.

## Geschichte

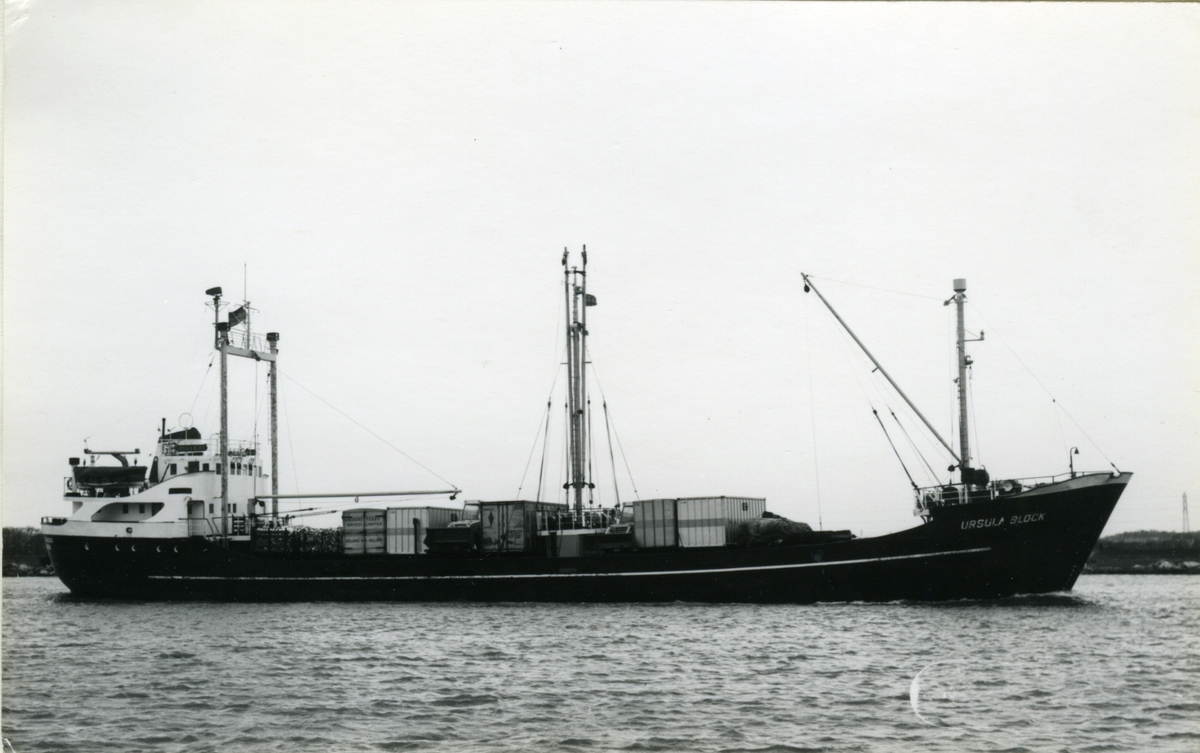
Die 1962 verlängerte Ursula Block

Die Baureihe wurde ab Ende der 1950er Jahre von verschiedenen Reedereien geordert und von 1958 bis 1961 in neun Einheiten gebaut. Eingesetzt wurden die Schiffe anfangs vorwiegend in der kleinen und mittleren Fahrt. Später fand man den Typ, oft verlängert und meist ohne Ladegeschirr, in der weltweiten Küstenfahrt.

## Technik
Die Schiffe verfügen über zwei Laderäume. Durch die weitestgehend unverbaute Form des Laderaums mit geringem Unterstau ist der Schiffstyp auch in der Zellulose- oder Paketholzfahrt einsetzbar. Darüber hinaus besitzen die Schiffe eine ebene Tankdecke durch den durchgehenden Doppelboden. Es wurden einfache Lukendeckel aus Holz mit seefester Abdeckung aus Persenning verwendet. Serienmäßig besaßen die Schiffe drei Ladebäume mit einer Tragkraft von jeweils zwei Tonnen.
Die Schiffe des Typs 1 haben eine Gesamtlänge von 52,26 m (46,16 Meter Lpp, 48,83 m Freibordlänge) und eine Breite von 8,94 m. Mehrere Einheiten wurden in den 1960er Jahren nachträglich von Sietas umgebaut, wobei sie einen auf 59,96 m Lüa (53,86 m Lpp, 56,60 m Freibordlänge) verlängerten Rumpf erhielten.
Angetrieben werden die Schiffe der Baureihe von Viertakt-Dieselmotoren verschiedener Hersteller, die bei der Mehrzahl der Schiffe auf einen Festpropeller wirken. Die Motoren waren in der Regel von 500 auf 300 PS gedrosselt.

## Die Schiffe
| Sietas Typ 1   | Sietas Typ 1 | Sietas Typ 1 | Sietas Typ 1           | Sietas Typ 1                                    | Sietas Typ 1 |
| Bauname        | Bau- nummer  | IMO- Nummer  | Stapellauf Ablieferung | Auftraggeber                                    | Umbenennungen und Verbleib |
| -------------- | ------------ | ------------ | ---------------------- | ----------------------------------------------- | --- |
| Karin          | 421          | 5182243      | 15.03.1958 12.04.1958  | Jonny Knütel und Hans-Hinrich Heinrich, Hamburg | 1989 Karina → 1990 Henrik B → 1993 Rein B, ab 12. April 1997 in Amsterdam aufgelegt, ab 1998 zum Verkauf, der Rumpf wurde im August 2002 von der Werft H. Poppen in Zwartsluis zum Bau eines Segelschiffs genutzt                        |
| Ursula Block   | 431          | 5374377      | 09.07.1958 27.08.1958  | Heinrich Block, Hamburg                         | 6/1962 Rumpf in Hamburg verlängert → 1969 Elbe, am 26. März 1978 auf einer Reise von Struer nach Poole auf Position 53,10°N; 004,32°E etwa 5 Seemeilen nordöstlich des Feuerschiffs Texel gesunken, ein Besatzungsmitglied kam ums Leben |
| Heike Schlüter | 434          | 5145491      | 17.05.1958 15.06.1958  | Karl Schlüter, Rendsburg                        | 1962 Rumpf verlängert, 1965 Malente → 1985 Notre Foix, ab dem 8. Juni 1998 in Panama abgebrochen |
| Johanne        | 441          | 5172846      | 05.09.1958 03.10.1961  | Heinrich Poppen, Hamburg                        | 1972 St. Andrews → 1988 Andrews → 1988 Terense I → 1989 Pharos CH, am 22. Dezember 1992 in Colombo gesunken, gehoben und im September 1993 in Indien abgebrochen                                                                         |
| Ernst de Buhr  | 446          | 5105910      | 01.05.1958 01.06.1958  | Ernst de Buhr, Loga                             | 1965 August Von Allwörden → 1982 Hohensee → 1985 Star Libra → 1990 Vasant → 1991 Crystal V. → 1995 Kati K. → 2002 Rika, Zustand und Verbleib 2022 unklar                                                                                 |
| Alster         | 453          | 5012632      | 07.06.1958 24.06.1958  | Washbay-Linie, Hamburg                          | 1966 Alster II → 1974 Patras → 1975 Hope R. → 1979 Adnan, Zustand und Verbleib 2022 unklar |
| Claus          | 454          | 5075696      | 13.04.1958 15.05.1958  | Frieda u. Bruno Hallberg, Buchholz              | 1964 Rumpf verlängert, 1974 Zodiac Melonie → 1976 Divina, am 19. Juli 1986 zum Abbruch in Perama eingetroffen |
| Dina           | 494          | 5090177      | 29.07.1961 03.09.1961  | Rederi A/S Isafold, Kopenhagen                  | 1987 Atlas, 2014 in Frederikshavn abgebrochen |
| Heimatland     | 497          | 5145568      | 20.08.1961 19.09.1961  | Willi Lührs, Wischhafen                         | 1966 Rumpf verlängert, 1977 Ruth W. → 1983 Lisa → 1990 Jill Coast → 1992 Neptune Gale, Zustand und Verbleib 2022 unklar |